# Värmland
A Värmland ( PRONÚNCIA), por vezes grafada Varmland por adaptação tipográfica, raramente Varmlândia , é uma província histórica da Suécia, localizada no oeste da região histórica da Svealand, junto à fronteira com a Noruega, e a norte do lago Vänern.

Ocupa 4,4% da superfície total do país e tem uma população de cerca de 322 034 habitantes (2023). 

A Värmland tradicional é conhecida pelos seus vales e rios, pelos quais são transportados os toros das árvores derrubadas nas suas grandes florestas.

Como província histórica, a Värmland não possui atualmente funções administrativas nem significado político, mas está todavia presente em contextos históricos, culturais, escolares, turísticos e desportivos, como por exemplo em Värmlands Folkblad (jornal diário), Värmlandstrafik (transportes públicos) e Värmlands Ishockeyförbund (federação de hóquei no gelo da região).

## Etimologia e uso
O nome geográfico Värmland deriva do sueco antigo Værmaland, significando possivelmente ”terra dos værmar”, em alusão aos habitantes em redor da desembocadura do rio Værma (hoje em dia Borgviksälven) no lago Vänern.
O nome do rio Værma significa ”que está em ebulição, que não gela”.
A província (landskap) está mencionada em documentos em latim por nomes variados, como Wermelandie, Wærmalandie, Vermelandia, Værmalandia, Værmolandia, Virmolandia, Vermillandia.

Em textos em português costuma ser usada a forma original Värmland, ocasionalmente transliterada para Varmland por adaptação tipográfica.

| “ | … durante uma passagem deste pela província de Värmland, que faz fronteira com a atual Noruega… | ” |

## Condados atuais
Hoje em dia, a província histórica da Värmland faz parte, na sua quase totalidade, do condado da Värmland, com exceção de uma pequena parte que está integrada no condado da Västra Götaland e no condado de Örebro. 

A Svealand
A Província histórica da Värmland
O Condado da Värmland

### Heráldica

O brasão de armas atual da Värmland foi configurado por iniciativa do rei Érico XIV da Suécia em 1567. Mostra uma águia – simbolisando coragem, força e poder – contra um fundo prateado. 

## Geografia
A maior parte da província é constituída por terras altas cobertas por florestas (Nordsvenska höglandet), com um terreno recortado por numerosos rios e mais de 3 000 lagos.
Uma parte do norte tem montanhas relativamente elevadas. 
Numa pequena parte do sul há uma planície agrícola (Vänerslätten). Junto à margem do lago Vänern há muitas ilhas e recifes.
O clima no norte da província é continental, com invernos frios, e no sul é marítimo, com verões quentes e invernos moderados, devido à proximidade do lago Vänern.
As enormes florestas são constituídas principalmentepor pinheiros e abetos, havendo ainda diversas folhosas.
Muitos alces vivem aí, além de ursos, linces, castores e lobos.

| - Limites: Norte - Dalarna, Leste - Västmanland e Närke, Sul - Dalsland e Lago Vänern, Oeste - Noruega - Rios: Klar (Klarälven ou Klara) - Lagos: Lago Vänern (o maior lago da Suécia), Fryken e Glafo - Cidades: Karlstad, Karlskoga, Kristinehamn, Arvika, Säffle, Filipstad |

### Cidades
Atualizado a 19 de setembro de 2024

As maiores cidades da Värmland são (2020):
| 1. Karlstad ( 70 389 ) 2. Kristinehamn ( 18 597 ) 3. Skoghall ( 14 489 ) 4. Arvika ( 14 383 ) 5. Karlstad ( 70 389 ) |

### Comunas
A província está dividida – desde 1971 – nas seguintes comunas:
| - Karlstad - Karlskoga - Arvika - Kristinehamn - Säffle - Hammarö - Sunne - Torsby - Hagfors - Kil - Forshaga - Filipstad - Årjäng - Grums - Eda - Storfors - Munkfors - Degerfors |

## Comunicações

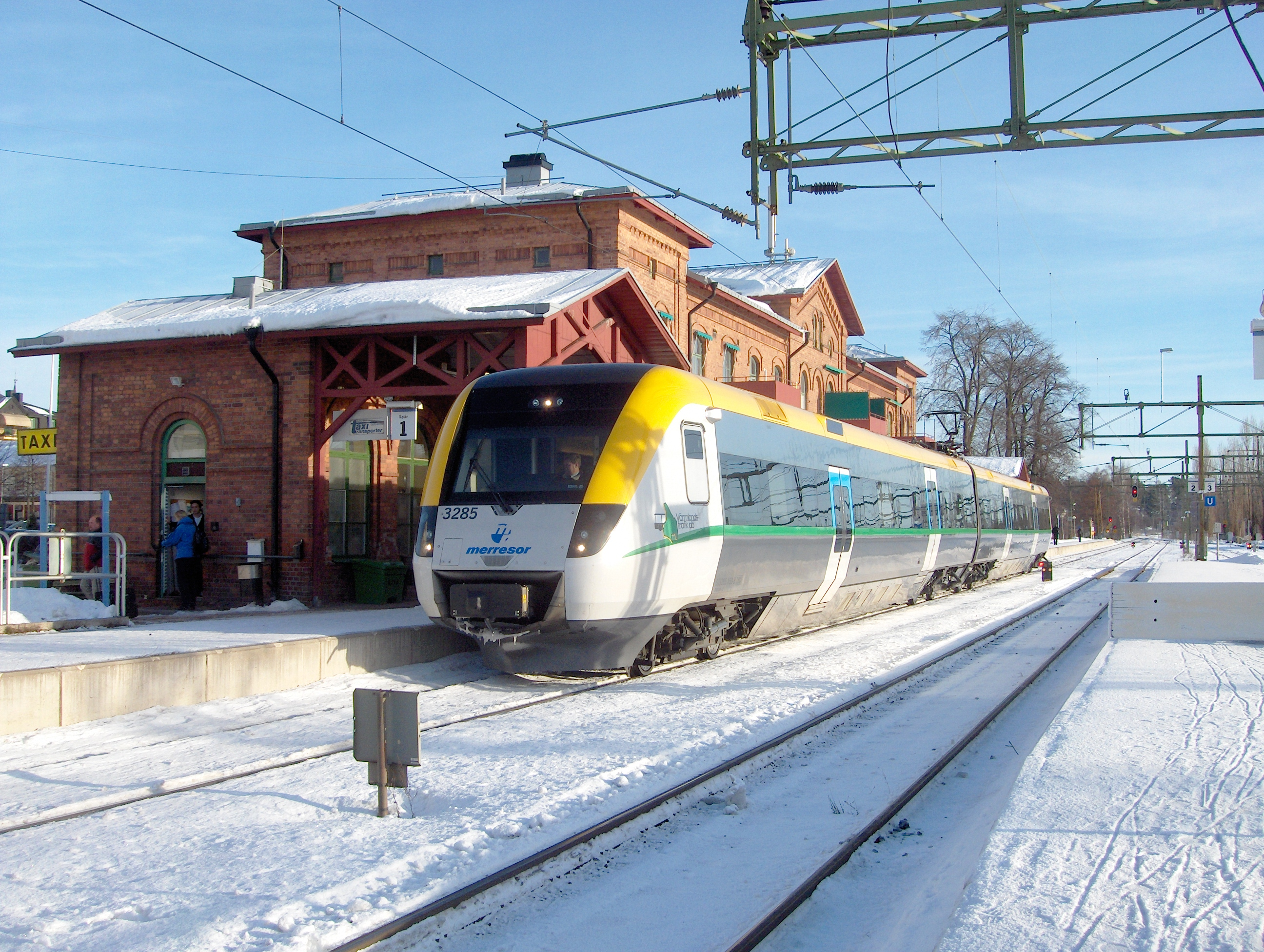
A estação ferroviária de Arvika.

A província é atravessada transversalmente na parte sul pela estrada europeia E18, vinda da Noruega, passando por Karlstad, Kristinehamn e Karlskoga, e seguindo depois para a província de Närke.

A linha ferroviária da Värmland atravessa igualmente a parte sul, vinda da Noruega, passando por Arvika, Karlstad, Kristinehamn e Degerfors, e continuando para a província de Närke.

O Aeroporto de Karlstad (Karlstads flygplats) está situado a 18 km a noroeste da cidade de Karlstad.

## Vida económica
A economia da Värmland está tradicionalmente baseada na floresta, no ferro e, em menor grau, na agricultura. Existem numerosas serrações, fábricas de papel e de pasta de papel, fábricas de aço e de produtos metalúrgicos, e fábricas agro-alimentares. Uma indústria de relevo é a fábrica de material de guerra da empresa Bofors em Karlskoga.

## Dialetos da Värmland
Os vários dialetos falados na Värmland têm a designação comum de värmländska ("värmlandês"). Devido à posição geográfica da província, existem influências de diferentes línguas e dialetos em redor da região.                    São caracterizados pela sua forma ”cantada” e pela queda de fonemas no final das palavras, como por exemplo kast em vez de kasta e frys em vez de fryser.

## Património histórico, cultural e turístico
- Casa de Mårbacka (Casa onde viveu a escritora Selma Lagerlöf) [27]
- Pedra de Järsberg (Pedra rúnica do século VI) [29]
- Glaskogen (Reserva natural) [27]
- Museu da Värmland (Värmlands museum)

## Personalidades ligadas à Värmland
- Selma Lagerlöf, escritora galardoada com o Prémio Nobel da Literatura, nascida em Mårbacka[30]
- Göran Tunström, escritor
- Gustaf Fröding, escritor
- Lars Lerin, pintor
- John Ericsson, inventor, nascido em Långban (Filipstad)
- Lars Magnus Ericsson, fundador da empresa Ericsson[31]
- Sven-Göran Eriksson, treinador de futebol, nascido  em Ingeborgjorden (Sunne)
- Stefan Holm, atleta, nascido em Forshaga
- Monica Zetterlund, cantora e artista de cinema, nascida em Hagfors
- Tage Erlander, primeiro-ministro da Suécia, nascido em Ransäter (Munkfors)

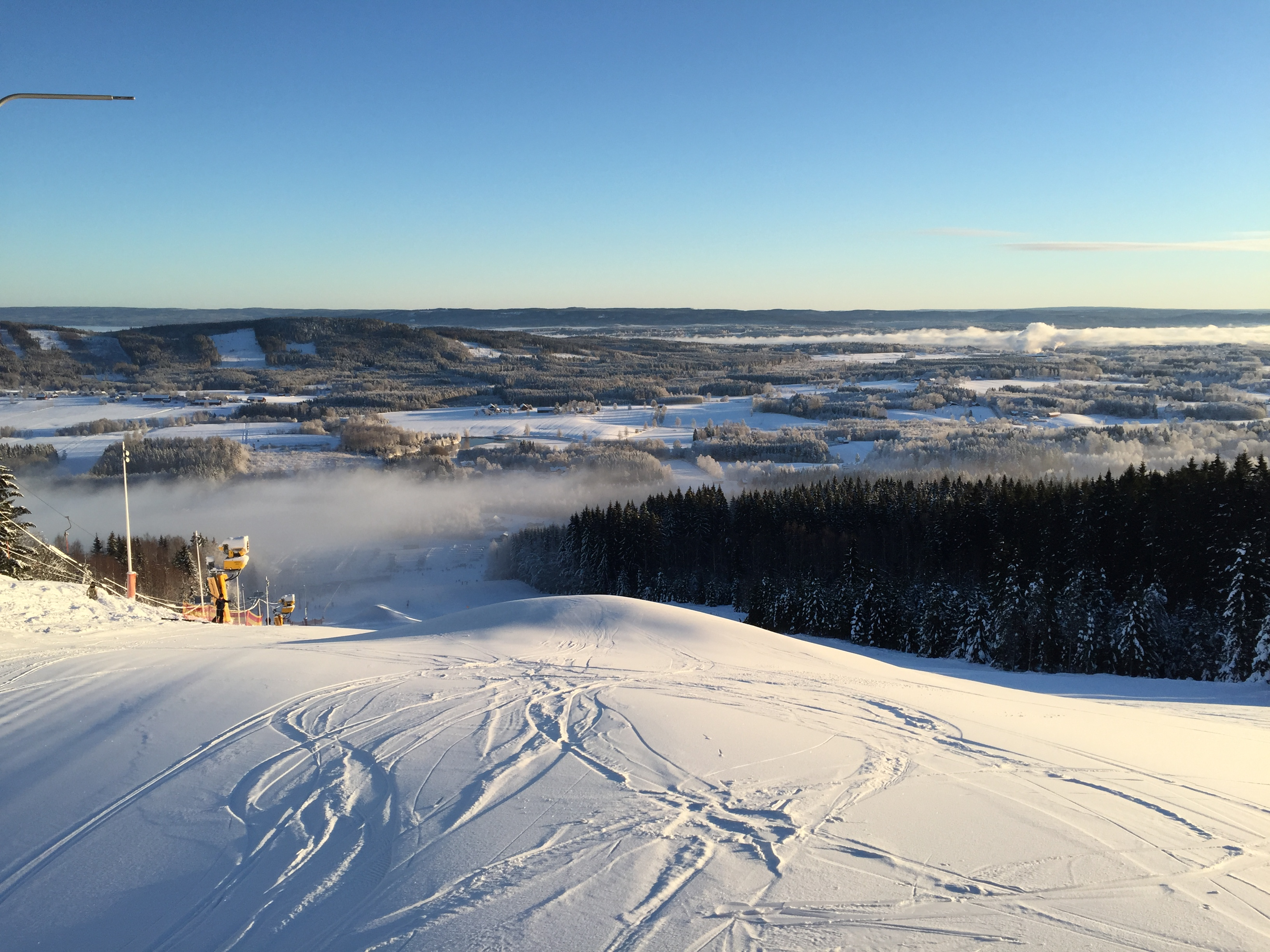
Estância de esquis em Sunne
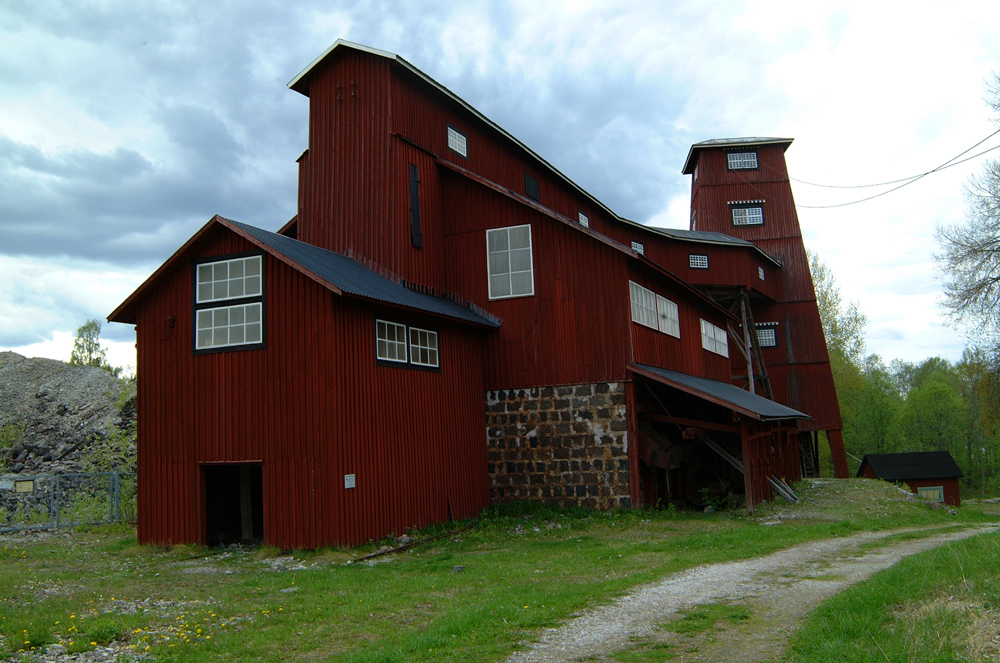
Antiga área mineira de Långban (1711-1972)
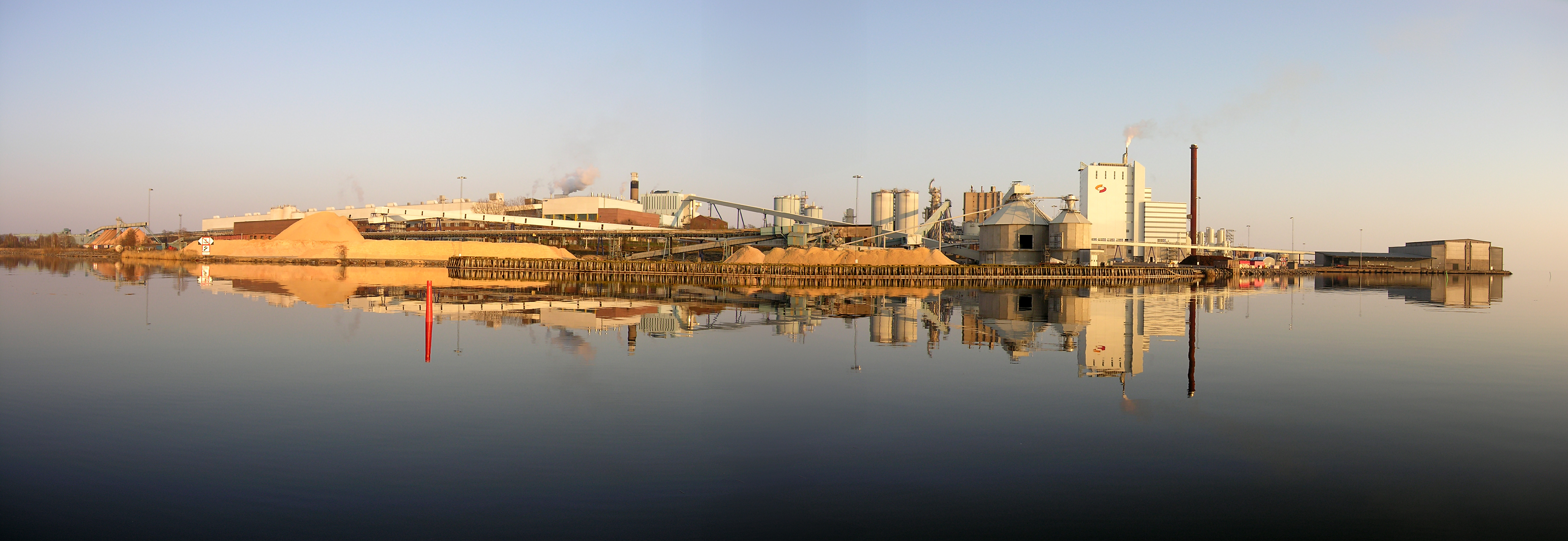
Fábrica da Stora Enso em Skoghall
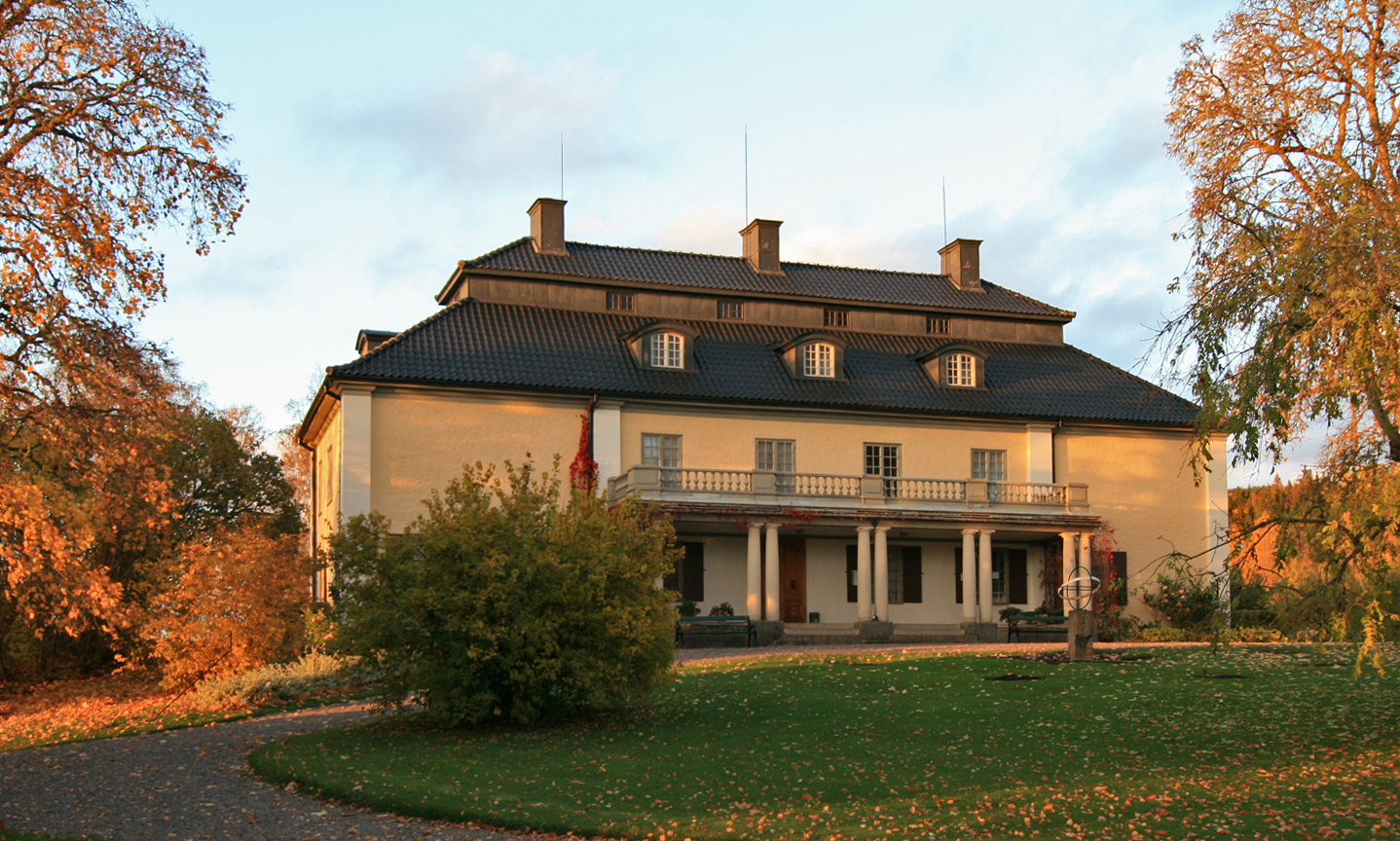
Casa de Selma Lagerlöf em Mårbacka